# ハノイ
ハノイ市（河内市、ハノイし、ベトナム語：Thành phố Hà Nội / 城庯河內  聞く）は、ベトナム社会主義共和国北部に位置する都市で、同国の首都。南部ホーチミン市に次ぐ同国第2の都市であり、政治と文化の都である。地名の「城庯河内」は、当時の街（現在のホアンキエム、バーディン、ドンダー、ハイバーチュンの4区にほぼ相当）が紅河とトーリック川（蘇瀝江）とに囲まれていたことに由来する。2019年の人口は約805万人。紅河の右岸にあり、国内の工業の中心地で、農産物の集散地ともなっている。また、一柱寺など史跡も多い。東南アジア有数の世界都市であり、ホーチミン市がベトナム経済の中心地である反面、ハノイはベトナムの政治・文化の中心地と言われることが多い。

## 歴史
ハノイがベトナムの中心都市となったのは、7世紀頃のことである。唐代には雲南と南シナ海を結ぶ交易路上にあったこともあり、安南都護府がおかれ唐による南方支配の拠点となった。唐末に安南都護府の支配は形骸化し、さらに紅河が当時の海上交易網から外れていったため、その重要性は一時低下した。しかし、11世紀の李朝はこの地を都と定め、農業地帯を統治する拠点とした。李朝の成立以降、1802年に阮朝がフエに都を移すまで王都として繁栄。その間は昇竜（タンロン）、東京（ドンキン、トンキン）、東都（ドンドー）など様々な名で呼ばれてきたが、1831年に現在の名称になった。1873年にはフランスに占領され、1887年以降はフランス領インドシナの中心地となった。
1940年、日本軍の仏印進駐により日本の影響下にはなるが、仏領インドシナ植民地政府はそのまま存続していた。1945年3月の明号作戦によって仏領インドシナ植民地政府は解体され、日本の事実上の占領下となるが、1945年（昭和20年）8月15日に、その占領状態は終了し、9月2日にハノイでベトナム民主共和国（北ベトナム）の独立が宣言された。その後、1946年から1954年の第一次インドシナ戦争においては、ハノイも戦場となり、一時フランス軍が占領した。しかし、ベトナム側が戦争に勝利したことにより、ハノイはベトナム民主共和国の首都となった。
ベトナム戦争中は、橋などの交通施設を中心にアメリカ軍の爆撃を受けた。1976年には南北ベトナムの統一に伴い、ベトナム社会主義共和国の首都となった。
2010年は、1010年に李太祖が、ハノイに遷都して1000年目にあたることから様々な記念行事が行なわれた。同年10月10日には軍事パレードも行なわれている。
2019年のアジア競技大会の開催地になっていたが、経済的理由で開催を辞退した。

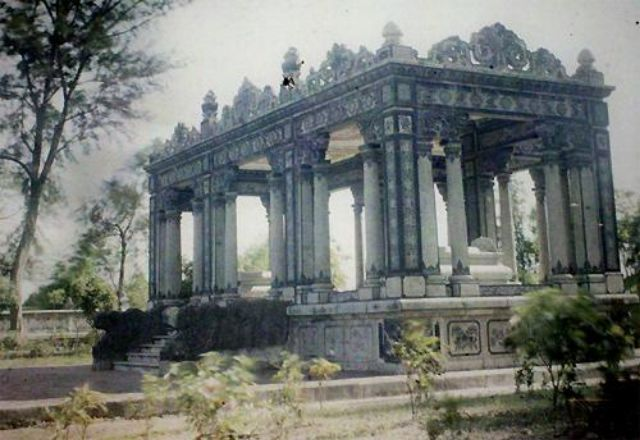
トンキン総督ホアン・カオ・カイ（vi:Hoàng Cao Khải、1850-1933）の墓(現存せず)
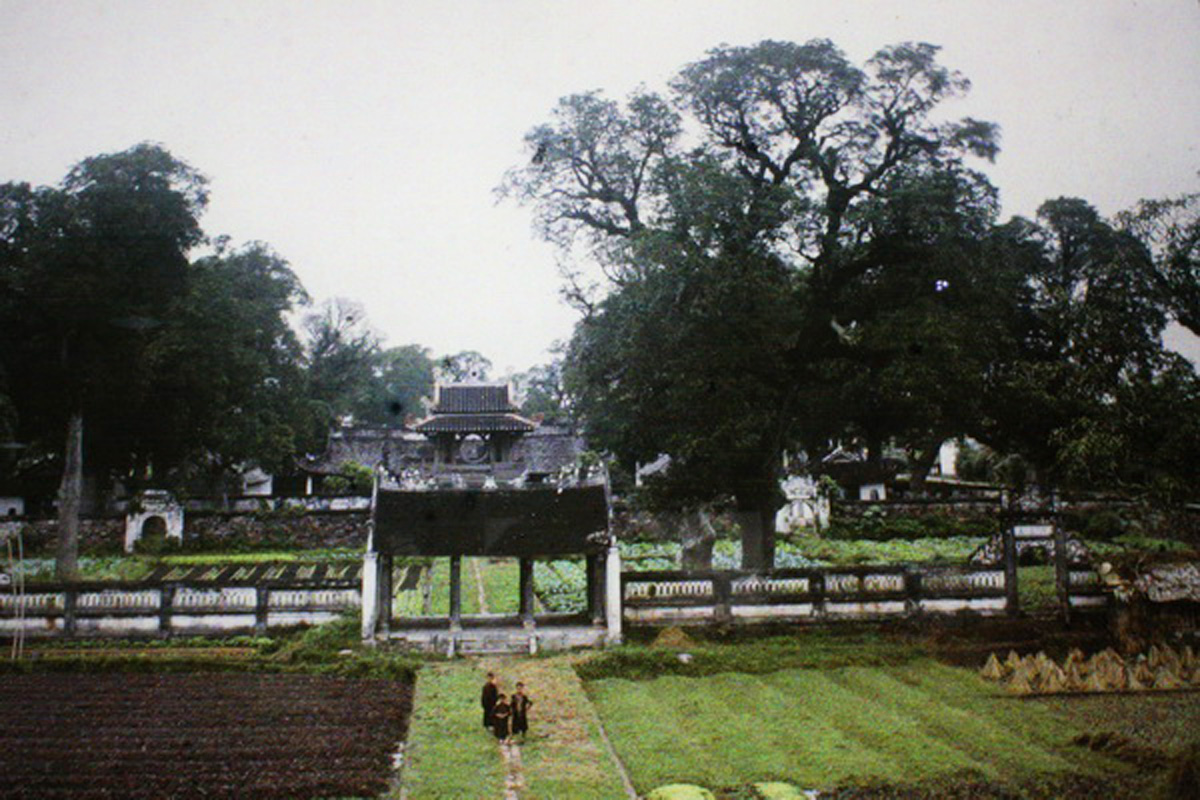
文廟
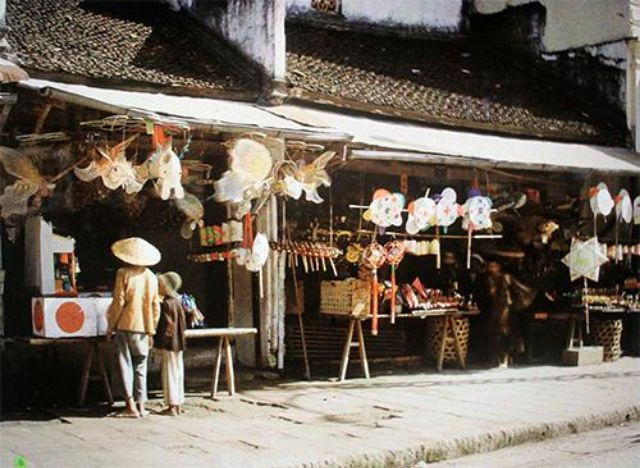
ランタン屋街
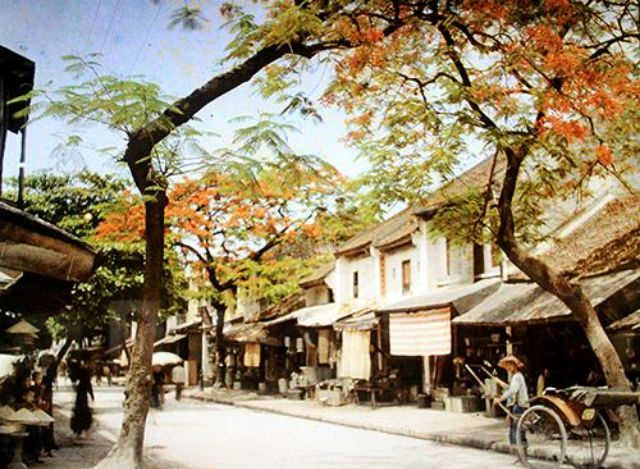
Hang Thiec通り
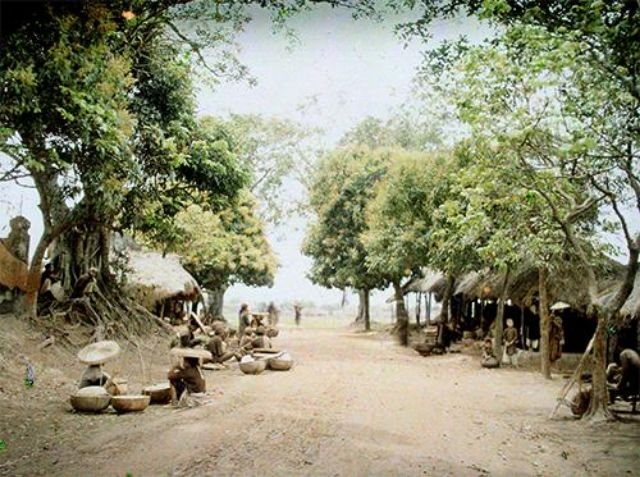
市場
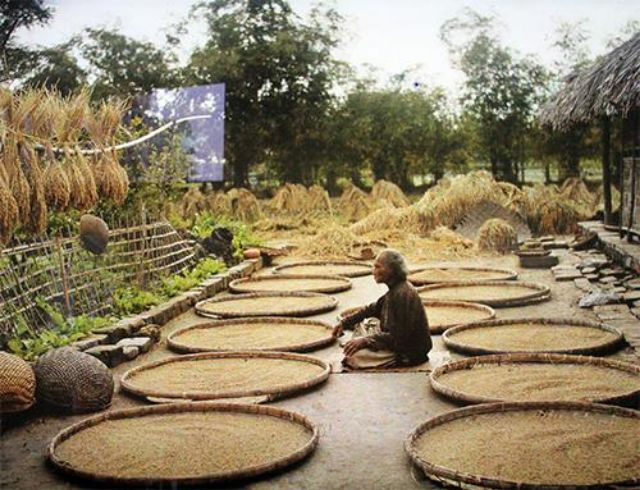
米農家

## 行政
2008年5月29日、ハタイ省全域とヴィンフック省メリン県、ホアビン省ルオンソン県の4社（ドンスアン、ティエンスアン、イエンビン、イエンチュン）がハノイに合併されることが決定し、2008年8月1日に合併した。この合併により面積は約3.6倍、人口は約2倍となった。同年12月11日、旧ハタイ省のうち省都であったハドン市を区（Quận, 郡）とし、ソンタイ市を「市社」（thị xã, 市社。日本語では「市」との訳もある）とすることが決定された。
51坊・75社が設置される。
- ホアンキエム坊（phường Hoàn Kiếm）
- クアナム坊（phường Cửa Nam）
- バディン坊（phường Ba Đình）
- ゴックハ坊（phường Ngọc Hà）
- ザンヴォー坊（phường Giảng Võ）
- ハイバーチュン坊（phường Hai Bà Trưng）
- ヴィントゥイ坊（phường Vĩnh Tuy）
- バックマイ坊（phường Bạch Mai）
- ドンダー坊（phường Đống Đa）
- キムリエン坊（phường Kim Liên）
- ヴァンミエウ＝クオックトゥーザム坊（phường Văn Miếu - Quốc Tử Giám）
- ラン坊（phường Láng）
- オーチョズア坊（phường Ô Chợ Dừa）
- ホンハ坊（phường Hồng Hà）
- リンナム坊（phường Lĩnh Nam）
- ホアンマイ坊（phường Hoàng Mai）
- ヴィンフン坊（phường Vĩnh Hưng）
- トゥオンマイ坊（phường Tương Mai）
- ディンコン坊（phường Định Công）
- ホアンリエット坊（phường Hoàng Liệt）
- イエンソー坊（phường Yên Sở）
- タインスアン坊（phường Thanh Xuân）
- クオンディン坊（phường Khương Đình）
- フオンリエット坊（phường Phương Liệt）
- カウゼイ坊（phường Cầu Giấy）
- ギアドー坊（phường Nghĩa Đô）
- イエンホア坊（phường Yên Hòa）
- テイホー坊（phường Tây Hồ）
- フートゥオン坊（phường Phú Thượng）
- タイティウ坊（phường Tây Tựu）
- フージエン坊（phường Phú Diễn）
- スアンディン坊（phường Xuân Đỉnh）
- ドンガック坊（phường Đông Ngạc）
- トゥオンカット坊（phường Thượng Cát）
- トゥリエム坊（phường Từ Liêm）
- スアンフオン坊（phường Xuân Phương）
- テイモー坊（phường Tây Mỗ）
- ダイモー坊（phường Đại Mỗ）
- ロンビエン坊（phường Long Biên）
- ボーデー坊（phường Bồ Đề）
- ヴィエットフン坊（phường Việt Hưng）
- フックロイ坊（phường Phúc Lợi）
- ハドン坊（phường Hà Đông）
- ズオンノイ坊（phường Dương Nội）
- イエンギア坊（phường Yên Nghĩa）
- フールオン坊（phường Phú Lương）
- キエンフン坊（phường Kiến Hưng）
- タインリエット坊（phường Thanh Liệt）
- チュオンミー坊（phường Chương Mỹ）
- ソンテイ坊（phường Sơn Tây）
- トゥンティエン坊（phường Tùng Thiện）
- タインチ社（xã Thanh Trì）
- ダイタイン社（xã Đại Thanh）
- ナムフー社（xã Nam Phù）
- ゴックホイ社（xã Ngọc Hồi）
- トゥオンフック社（xã Thượng Phúc）
- トゥオンティン社（xã Thường Tín）
- チュオンズオン社（xã Chương Dương）
- ホンヴァン社（xã Hồng Vân）
- フースエン社（xã Phú Xuyên）
- フオンズック社（xã Phượng Dực）
- チュエンミー社（xã Chuyên Mỹ）
- ダイスエン社（xã Đại Xuyên）
- タインオアイ社（xã Thanh Oai）
- ビンミン社（xã Bình Minh）
- タムフン社（xã Tam Hưng）
- ザンホア社（xã Dân Hòa）
- ヴァンディン社（xã Vân Đình）
- ウンティエン社（xã Ứng Thiên）
- ホアサー社（xã Hòa Xá）
- ウンホア社（xã Ứng Hòa）
- ミードゥック社（xã Mỹ Đức）
- ホンソン社（xã Hồng Sơn）
- フックソン社（xã Phúc Sơn）
- フオンソン社（xã Hương Sơn）
- フーギア社（xã Phú Nghĩa）
- スアンマイ社（xã Xuân Mai）
- チャンフー社（xã Trần Phú）
- ホアフー社（xã Hòa Phú）
- クアンビ社（xã Quảng Bị）
- ミンチャウ社（xã Minh Châu）
- クアンオアイ社（xã Quảng Oai）
- ヴァットライ社（xã Vật Lại）
- コードー社（xã Cổ Đô）
- バットバット社（xã Bất Bạt）
- スオイハイ社（xã Suối Hai）
- バヴィー社（xã Ba Vì）
- イエンバイ社（xã Yên Bài）
- ドアイフオン社（xã Đoài Phương）
- フックト社（xã Phúc Thọ）
- フックロック社（xã Phúc Lộc）
- ハットモン社（xã Hát Môn）
- タックタット社（xã Thạch Thất）
- ハバン社（xã Hạ Bằng）
- タイフオン社（xã Tây Phương）
- ホアラック社（xã Hòa Lạc）
- イエンスアン社（xã Yên Xuân）
- クオックオアイ社（xã Quốc Oai）
- フンダオ社（xã Hưng Đạo）
- キエウフー社（xã Kiều Phú）
- フーカット社（xã Phú Cát）
- ホアイドゥック社（xã Hoài Đức）
- ズオンホア社（xã Dương Hòa）
- ソンドン社（xã Sơn Đồng）
- アンカイン社（xã An Khánh）
- ダンフオン社（xã Đan Phượng）
- オージエン社（xã Ô Diên）
- リエンミン社（xã Liên Minh）
- ザーラム社（xã Gia Lâm）
- トゥアンアン社（xã Thuận An）
- バットチャン社（xã Bát Tràng）
- フードン社（xã Phù Đổng）
- トゥラム社（xã Thư Lâm）
- ドンアイン社（xã Đông Anh）
- フックティン社（xã Phúc Thịnh）
- ティエンロック社（xã Thiên Lộc）
- ヴィンタイン社（xã Vĩnh Thanh）
- メリン社（xã Mê Linh）
- イエンラン社（xã Yên Lãng）
- ティエンタン社（xã Tiến Thắng）
- クアンミン社（xã Quang Minh）
- ソックソン社（xã Sóc Sơn）
- ダーフック社（xã Đa Phúc）
- ノイバイ社（xã Nội Bài）
- チュンザー社（xã Trung Giã）
- キムアイン社（xã Kim Anh）

2025年までは12区、17県 (Huyện, 縣)、1市社の計29の行政区から構成されている。
| ハノイの行政区画                                | ハノイの行政区画      | ハノイの行政区画 | ハノイの行政区画 | ハノイの行政区画 |
| 行政区名                                        | 下位行政区            | 面積 (km2)       | 人口 (人)        |                  |
| 1 市社                                          | 1 市社                | 1 市社           | 1 市社           | 1 市社           |
| ----------------------------------------------- | --------------------- | ---------------- | ---------------- | ---------------- |
| ソンテイ町（Thị xã Sơn Tây, 市社山西）          | 9 坊 6 社             | 113.47           | 145,856          |                  |
| 12 区                                           |                       |                  |                  |                  |
| バディン区（Quận Ba Đình, 郡巴亭）              | 14 坊                 | 9.22             | 221,893          |                  |
| カウゼイ区（Quận Cầu Giấy, 郡梂紙）             | 8 坊                  | 12.04            | 292,536          |                  |
| ドンダー区（Quận Đống Đa, 郡埬栘）              | 21 坊                 | 9.96             | 371,606          |                  |
| ハイバーチュン区（Quận Hai Bà Trưng, 郡𠄩婆徵） | 20 坊                 | 9.6              | 303,586          |                  |
| ハドン区（Quận Hà Đông, 郡河東）                | 17 坊                 | 47.91            | 397,854          |                  |
| ホアンキエム区（Quận Hoàn Kiếm, 郡還剣）        | 18 坊                 | 5.29             | 135,618          |                  |
| ホアンマイ区（Quận Hoàng Mai, 郡黄梅）          | 14 坊                 | 41.04            | 506,347          |                  |
| ロンビエン区（Quận Long Biên, 郡龍編）          | 14 坊                 | 60.38            | 322,549          |                  |
| テイホー区（Quận Tây Hồ, 郡西湖）               | 8 坊                  | 24               | 160,495          |                  |
| タインスアン区（Quận Thanh Xuân, 郡青春）       | 11 坊                 | 9.11             | 293,524          |                  |
| バクトゥリエム区（Quận Bắc Từ Liêm, 郡北慈廉）  | 13 坊                 | 43.35            | 335,110          |                  |
| ナムトゥリエム区（Quận Nam Từ Liêm, 郡南慈廉）  | 10 坊                 | 32.27            | 264,246          |                  |
| 各区合計                                        | 168 坊                | 309.17           | 3,605,364        |                  |
| 17 県                                           |                       |                  |                  |                  |
| ドンアイン県（Huyện Đông Anh, 縣東英）          | 23 社 1 市鎮          | 182.3            | 405,749          |                  |
| ザーラム県（Huyện Gia Lâm, 縣嘉林）             | 20 社 2 市鎮          | 114              | 286,102          |                  |
| ソクソン県（Huyện Sóc Sơn, 縣朔山）             | 25 社 1 市鎮          | 306.74           | 343,432          |                  |
| タインチ県（Huyện Thanh Trì, 縣青池）           | 15 社 1 市鎮          | 68.22            | 275,745          |                  |
| メリン県（Huyện Mê Linh, 縣麊泠）               | 16 社 2 市鎮          | 141.26           | 240,555          |                  |
| バヴィ県（Huyện Ba Vì, 縣巴位）                 | 30 社 1 市鎮          | 428              | 290,580          |                  |
| チュオンミー県（Huyện Chương Mỹ, 縣彰美）       | 30 社 2 市鎮          | 232.9            | 337,326          |                  |
| ダンフオン県（Huyện Đan Phượng, 縣丹鳳）        | 15 社 1 市鎮          | 76.8             | 174,501          |                  |
| ホアイドゥク県（Huyện Hoài Đức, 縣懷德）        | 19 社 1 市鎮          | 95.3             | 262,978          |                  |
| ミードゥク県（Huyện Mỹ Đức, 縣美德）            | 21 社 1 市鎮          | 230              | 199,901          |                  |
| フースエン県（Huyện Phú Xuyên, 縣富川）         | 26 社 2 市鎮          | 171.1            | 213,984          |                  |
| フックトー県（Huyện Phúc Thọ, 縣福寿）          | 22 社 1 市鎮          | 113.2            | 184,024          |                  |
| クオックオアイ県（Huyện Quốc Oai, 縣国威）      | 20 社 1 市鎮          | 147              | 194,412          |                  |
| タックタット県（Huyện Thạch Thất, 縣石室）      | 22 社 1 市鎮          | 202.5            | 216,554          |                  |
| タインオアイ県（Huyện Thanh Oai, 縣青威）       | 20 社 1 市鎮          | 129.6            | 211,029          |                  |
| トゥオンティン県（Huyện Thường Tín, 縣常信）    | 28 社 1 市鎮          | 127.7            | 254,702          |                  |
| ウンホア県（Huyện Ứng Hoà, 縣應和）             | 28 社 1 市鎮          | 183.72           | 210,869          |                  |
| 各県合計                                        | 380 社 21 市鎮        | 2,997.68         | 4,302,443        |                  |
| 都市合計                                        | 177 坊 386 社 21 市鎮 | 3,344.7          | 8,053,663        |                  |

## 気候
ケッペンの気候区分によると、ハノイの気候は温帯夏雨気候（Cwa）に属する。

冬季は曇りの日が多くなり、日照時間が大幅に減る。特に2月と3月は、日照時間が1日平均1.5時間しかない。
| ハノイ (1898-1990年)の気候                                                                    | ハノイ (1898-1990年)の気候 | ハノイ (1898-1990年)の気候 | ハノイ (1898-1990年)の気候 | ハノイ (1898-1990年)の気候 | ハノイ (1898-1990年)の気候 | ハノイ (1898-1990年)の気候 | ハノイ (1898-1990年)の気候 | ハノイ (1898-1990年)の気候 | ハノイ (1898-1990年)の気候 | ハノイ (1898-1990年)の気候 | ハノイ (1898-1990年)の気候 | ハノイ (1898-1990年)の気候 | ハノイ (1898-1990年)の気候 |
| 月                                                                                            | 1月                        | 2月                        | 3月                        | 4月                        | 5月                        | 6月                        | 7月                        | 8月                        | 9月                        | 10月                       | 11月                       | 12月                       | 年                         |
| --------------------------------------------------------------------------------------------- | -------------------------- | -------------------------- | -------------------------- | -------------------------- | -------------------------- | -------------------------- | -------------------------- | -------------------------- | -------------------------- | -------------------------- | -------------------------- | -------------------------- | -------------------------- |
| 最高気温記録 °C （°F）                                                                        | 33 (91)                    | 34 (93)                    | 37 (99)                    | 39 (102)                   | 43 (109)                   | 40 (104)                   | 40 (104)                   | 38 (100)                   | 37 (99)                    | 36 (97)                    | 36 (97)                    | 37 (99)                    | 43 (109)                   |
| 平均最高気温 °C （°F）                                                                        | 19.3 (66.7)                | 19.9 (67.8)                | 22.8 (73)                  | 27.0 (80.6)                | 31.5 (88.7)                | 32.6 (90.7)                | 32.9 (91.2)                | 31.9 (89.4)                | 30.9 (87.6)                | 28.6 (83.5)                | 25.2 (77.4)                | 21.8 (71.2)                | 27.0 (80.6)                |
| 日平均気温 °C （°F）                                                                          | 16.5 (61.7)                | 17.5 (63.5)                | 20.5 (68.9)                | 24.2 (75.6)                | 27.9 (82.2)                | 29.2 (84.6)                | 29.5 (85.1)                | 28.8 (83.8)                | 27.8 (82)                  | 25.3 (77.5)                | 21.9 (71.4)                | 18.6 (65.5)                | 24.0 (75.2)                |
| 平均最低気温 °C （°F）                                                                        | 13.7 (56.7)                | 15.0 (59)                  | 18.1 (64.6)                | 21.4 (70.5)                | 24.3 (75.7)                | 25.8 (78.4)                | 26.1 (79)                  | 25.7 (78.3)                | 24.7 (76.5)                | 21.9 (71.4)                | 18.5 (65.3)                | 15.3 (59.5)                | 20.9 (69.6)                |
| 最低気温記録 °C （°F）                                                                        | 3 (37)                     | 5 (41)                     | 7 (45)                     | 10 (50)                    | 16 (61)                    | 21 (70)                    | 22 (72)                    | 21 (70)                    | 17 (63)                    | 13 (55)                    | 6 (43)                     | 5 (41)                     | 3 (37)                     |
| 雨量 mm （inch）                                                                              | 18.6 (0.732)               | 26.2 (1.031)               | 43.8 (1.724)               | 90.1 (3.547)               | 188.5 (7.421)              | 239.9 (9.445)              | 288.2 (11.346)             | 318.0 (12.52)              | 265.4 (10.449)             | 130.7 (5.146)              | 43.4 (1.709)               | 23.4 (0.921)               | 1,676.2 (65.991)           |
| 平均降雨日数                                                                                  | 8.4                        | 11.3                       | 15.0                       | 13.3                       | 14.2                       | 14.7                       | 15.7                       | 16.7                       | 13.7                       | 9.0                        | 6.5                        | 6.0                        | 144.5                      |
| % 湿度                                                                                        | 78                         | 82                         | 83                         | 83                         | 77                         | 78                         | 79                         | 82                         | 79                         | 75                         | 74                         | 75                         | 78.8                       |
| 平均月間日照時間                                                                              | 93                         | 56                         | 62                         | 120                        | 186                        | 180                        | 186                        | 186                        | 180                        | 155                        | 150                        | 124                        | 1,678                      |
| 出典1：World Meteorological Organisation (UN), BBC Weather (record highs, lows, and humidity) |                            |                            |                            |                            |                            |                            |                            |                            |                            |                            |                            |                            |                            |
| 出典2：World Climate Guide                                                                    |                            |                            |                            |                            |                            |                            |                            |                            |                            |                            |                            |                            |                            |

## 経済
2009年のハノイの平均年収は、3180万ドン（約13万円）であり、ベトナムの平均年収の1930万ドン（約8万円）より65%程水準が高い。

## 交通
- ノイバイ国際空港

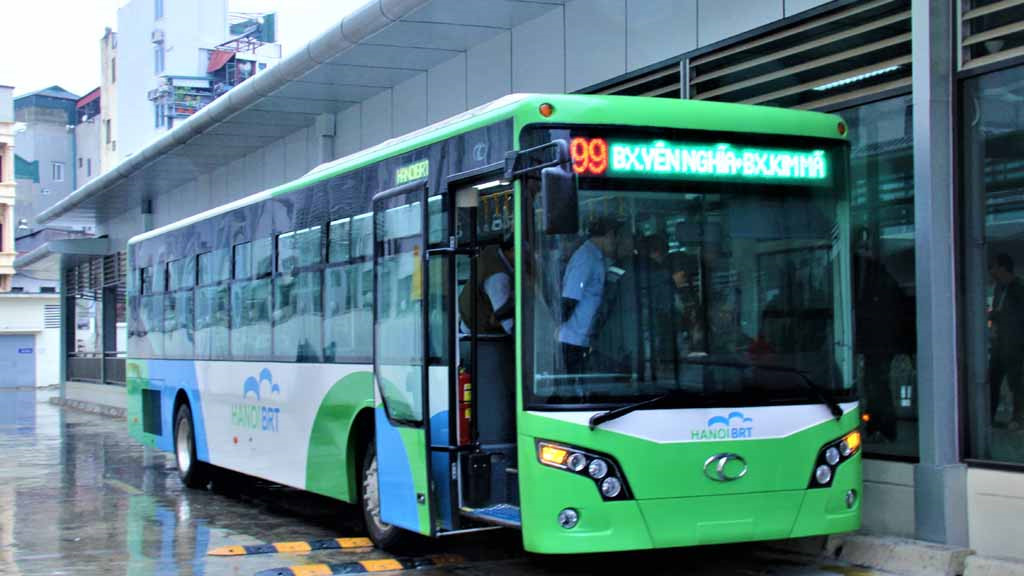
ハノイの市内路線バス

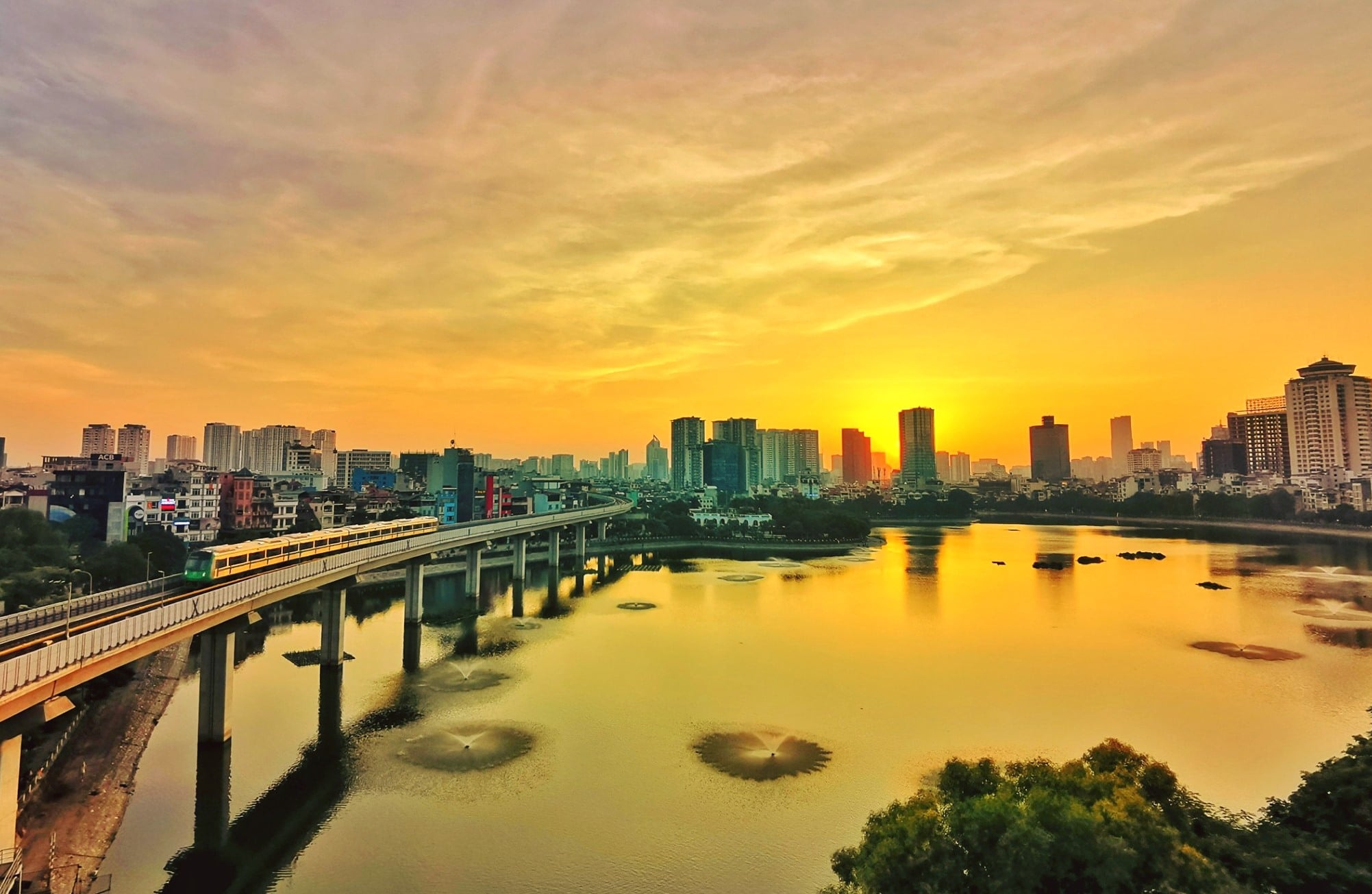
ハノイ・メトロ2A号線

2015年、国際線専用ターミナルと同市中心部のアクセス改善のために「ニャッタン橋」を建設。同設備はホン川（紅河）に架かる東南アジア最大級の斜張橋であり、連絡道路も含めた総事業費は1070億円で、うち68％が円借款である。
- ハノイ駅（鉄道） - ベトナム第一の商業都市であるホーチミン市へと向かう統一鉄道の起点駅である。
- ザーラム駅（鉄道） - ハノイ東郊にある駅。中華人民共和国（南寧市方面）へと向かう国際列車T8701/8702次列車の始発駅である。
- ハノイ・メトロ - 2021年11月6日に最初の路線として2A号線が開業した。
- 市民は、ホンダ・カブ・スクーターを生活の足としている。
- バス
  - 市内の公共交通機関としては、フランス統治時代より路面電車が主力であったが、1989年までに全廃となった。代わって変電所等のインフラや車両部品を活用したトロリーバスが運行されるようになったが、1990年代前半にこれも廃止され、バスのみが公共交通機関となり、現在に至っている。
  - 1990年代後半頃には、国営企業二社により13路線が運行されていた（ハノイバス:13路線・車両220台、ハノイ電気軌道:1路線（ハノイバスと共同運行）・車両17台）[11]。2002年頃よりバス路線網の整備を充実させ、2004年には41路線687台を整備したが、まだ需要に追い付いていない。
- 近年市街南西部に、オフィスビル・高層住宅が、市街北部に工業団地が整備されたこともあり、従来の古都とは異なる新しい街が出来始めている。それにより人々の流れも変わりつつある。

## 観光

### 市内

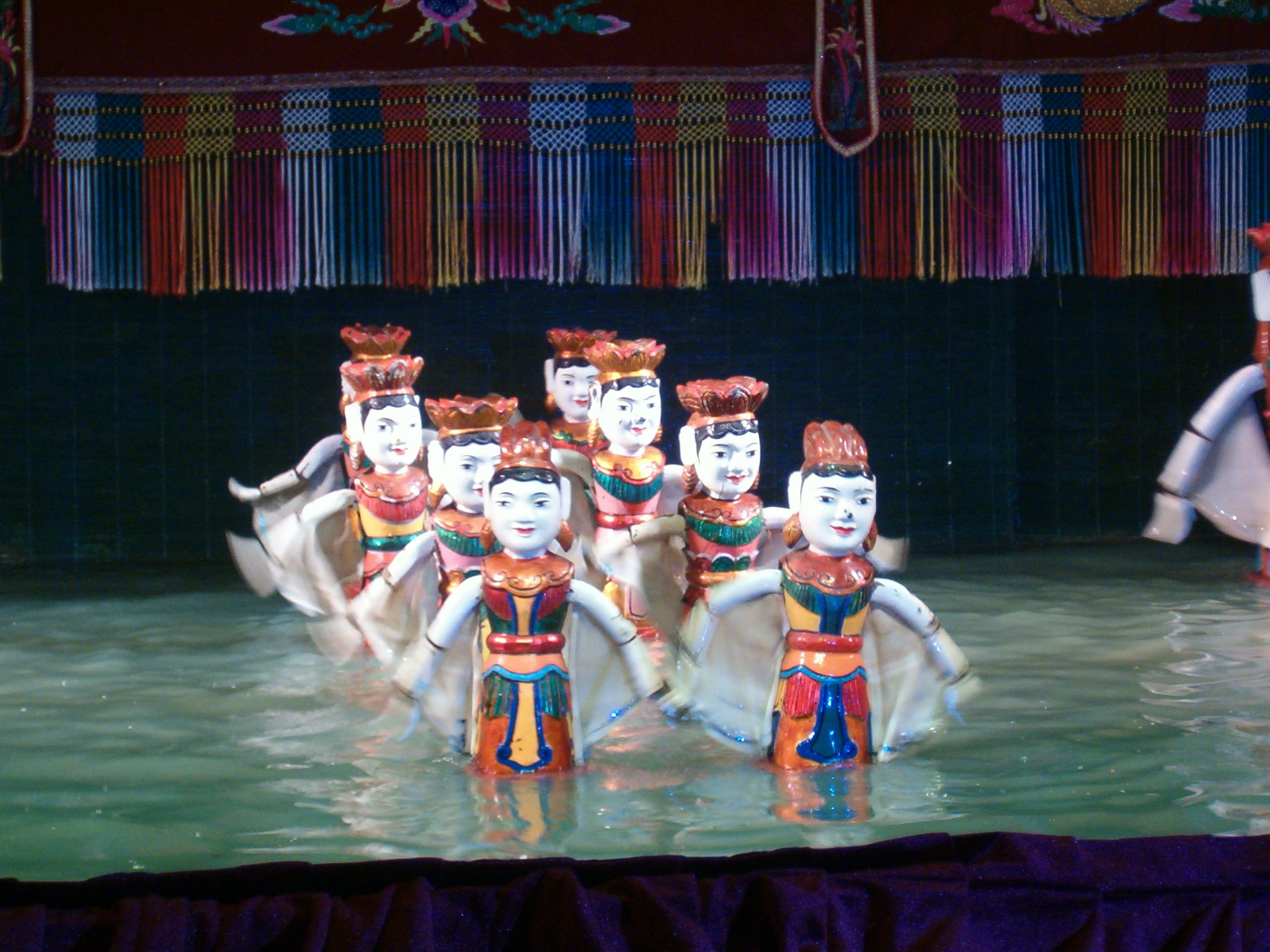
水上人形劇

- 水上人形劇…元は農閑期の農民の娯楽が芸術にまで昇華したもの。伝統音楽に合わせ、多くの人形達が水上で劇を披露する。
- 旧市街…11世紀、ハノイに都が置かれて以来栄え続けた、ホアンキエム湖北側の地域。細い路地が入り組み、古い街並みが続く。「ハノイ36通り」と親しみを込めて呼ばれ、それぞれの通りには「銀通り」「綿通り」「漢方薬通り」など、かつてそこで盛んに商われた品物の名が付いている。ただし現在では通りの名と実際の商店の並びは必ずしも一致しない。
- ホアンキエム湖（還剣湖）…市の中心に位置する湖。公園として整備され、市民の憩いの場となっている。湖の真ん中には玉山祠がある。
- チュックバック湖（ベトナム語版）（竹帛湖）
- ホー・チ・ミン廟…ホー・チ・ミンの遺体が納められた廟。
- 一柱寺
- ハノイ歌劇場
- ハノイ大聖堂
- ホアロー（火炉）捕虜収容所…1896年にフランス政府が設置した監獄。ベトナム戦争時にはアメリカ兵の捕虜収容所としても使用された。現在は一部が博物館となっている。
- ロンビエン橋（龍編橋）…フランス植民地時代に建設された、紅河に掛かるハノイ市街と東部を結ぶ橋。ベトナム戦争時は補給路を断つため、何度も爆撃されたが、その度に補修されてきた。現在でも現役の橋として使われている歴史の証人。
- 黄色の建造物は、フランス領インドシナ時代のフランス人嗜好の名残である。
- 昇龍（タンロン）遺跡…2002年に、国会議事堂建設中に発見された歴代の王宮の遺跡群で、現在も発掘が続いている。ユネスコの世界文化遺産に登録されている。
- ホンフック寺院（ベトナム曹洞宗）No. 19 Hang Than Street, Nguyen Trung Truc Ward , Ba Dinh District , Hanoi .

### 近郊
- バッチャン（鉢塲）村…陶器・バッチャン焼の生産地
- ドンラム（唐林）村…歴史的な街並みが残る村

### 周辺
- 旅行代理店のシンカフェやキムカフェなどが、ハノイ市内とその周辺部に日帰りや1泊2日のツアーを催行している。
  - ハロン湾（日帰り、1泊2日）
  - サパ
  - ハノイ1日市内観光

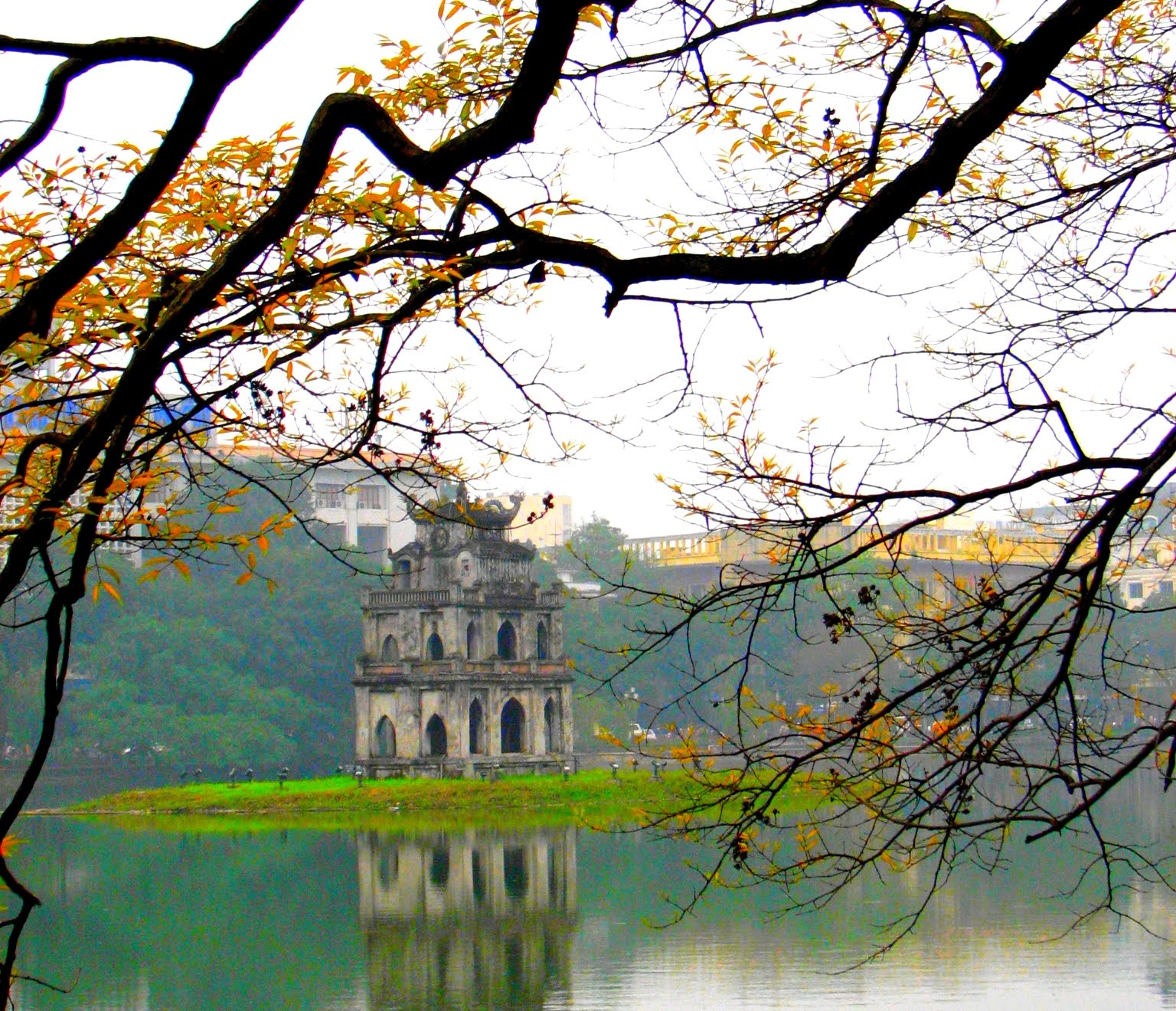
ホアンキエム湖の亀の塔
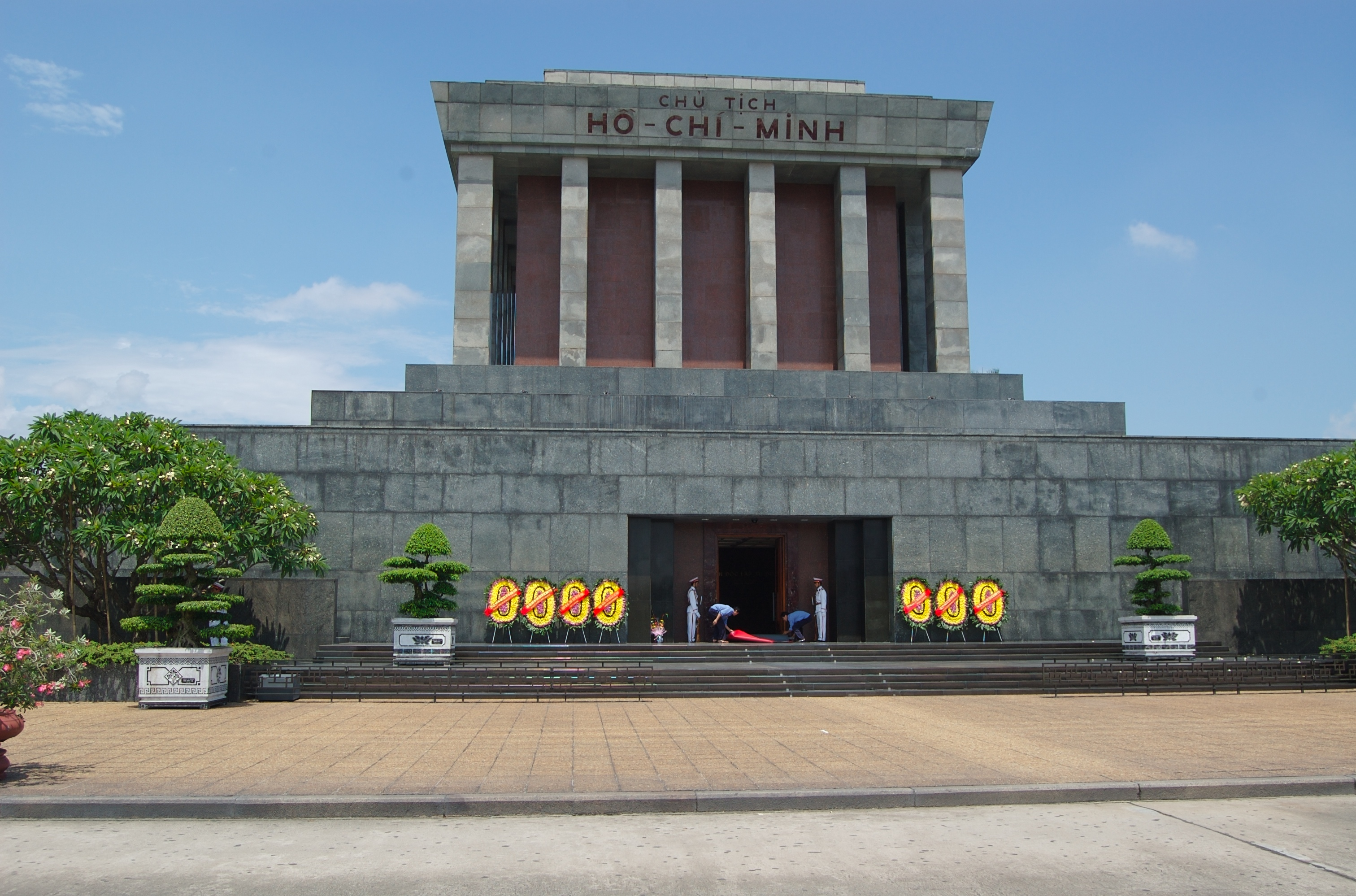
ホー・チ・ミン廟
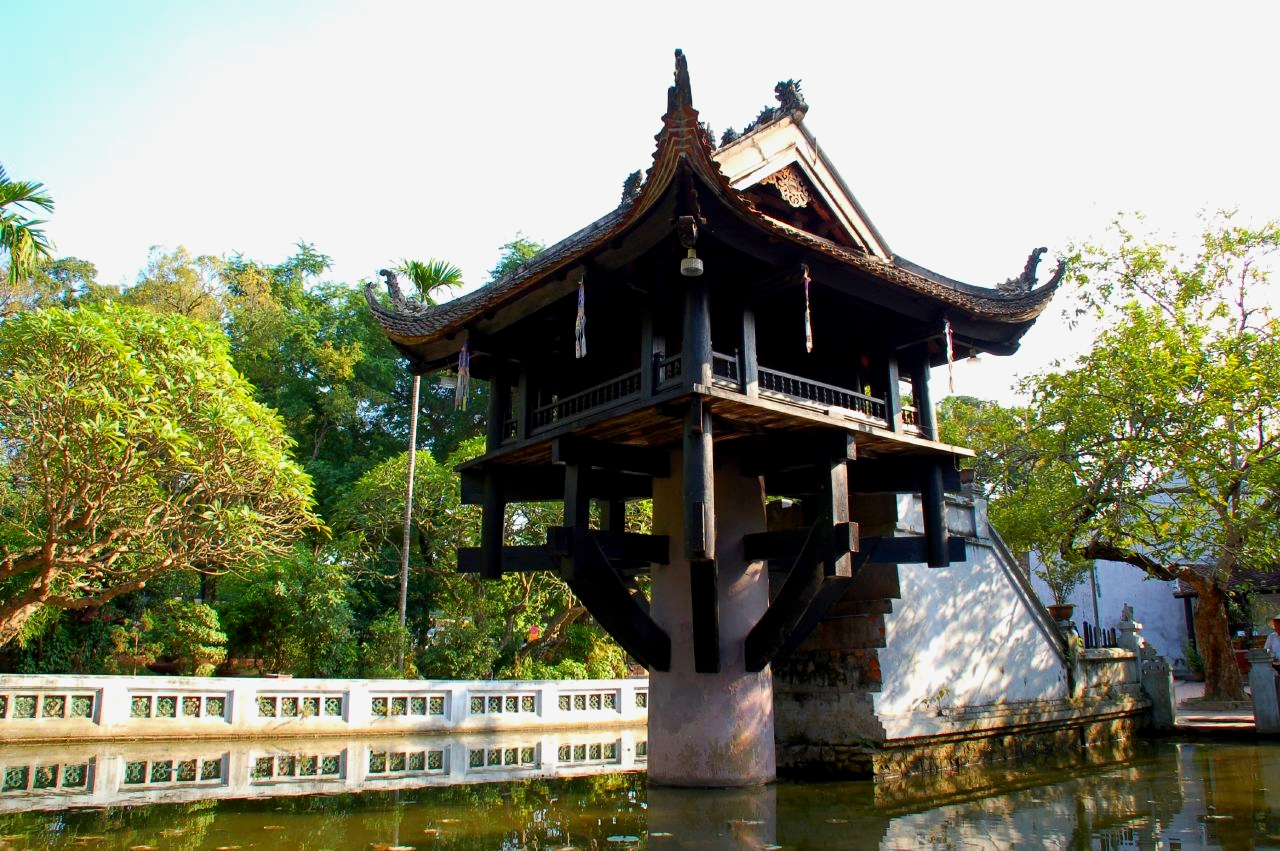
一柱寺
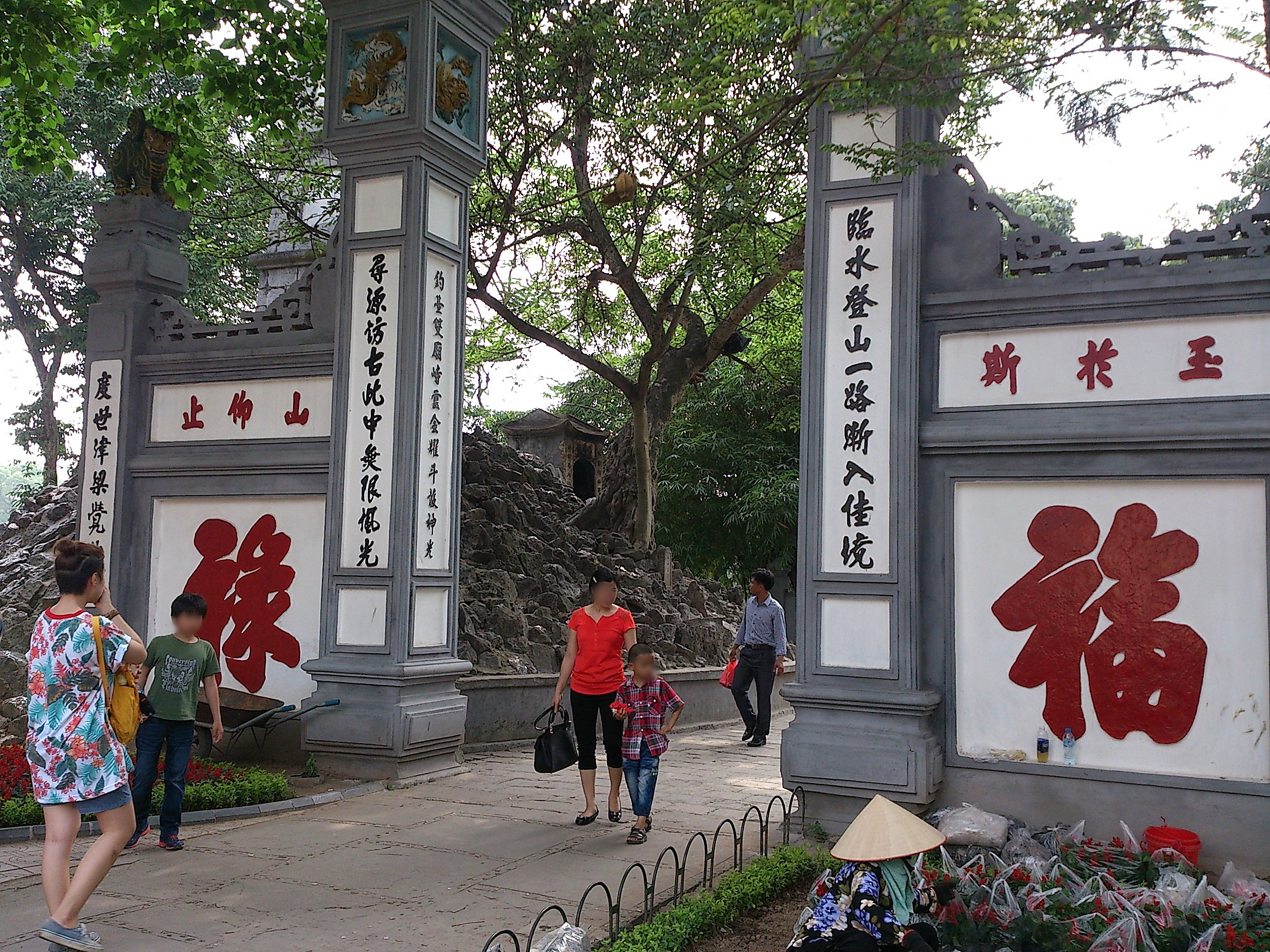
玉山祠（ぎょくさんじ）／ゴックソン寺院
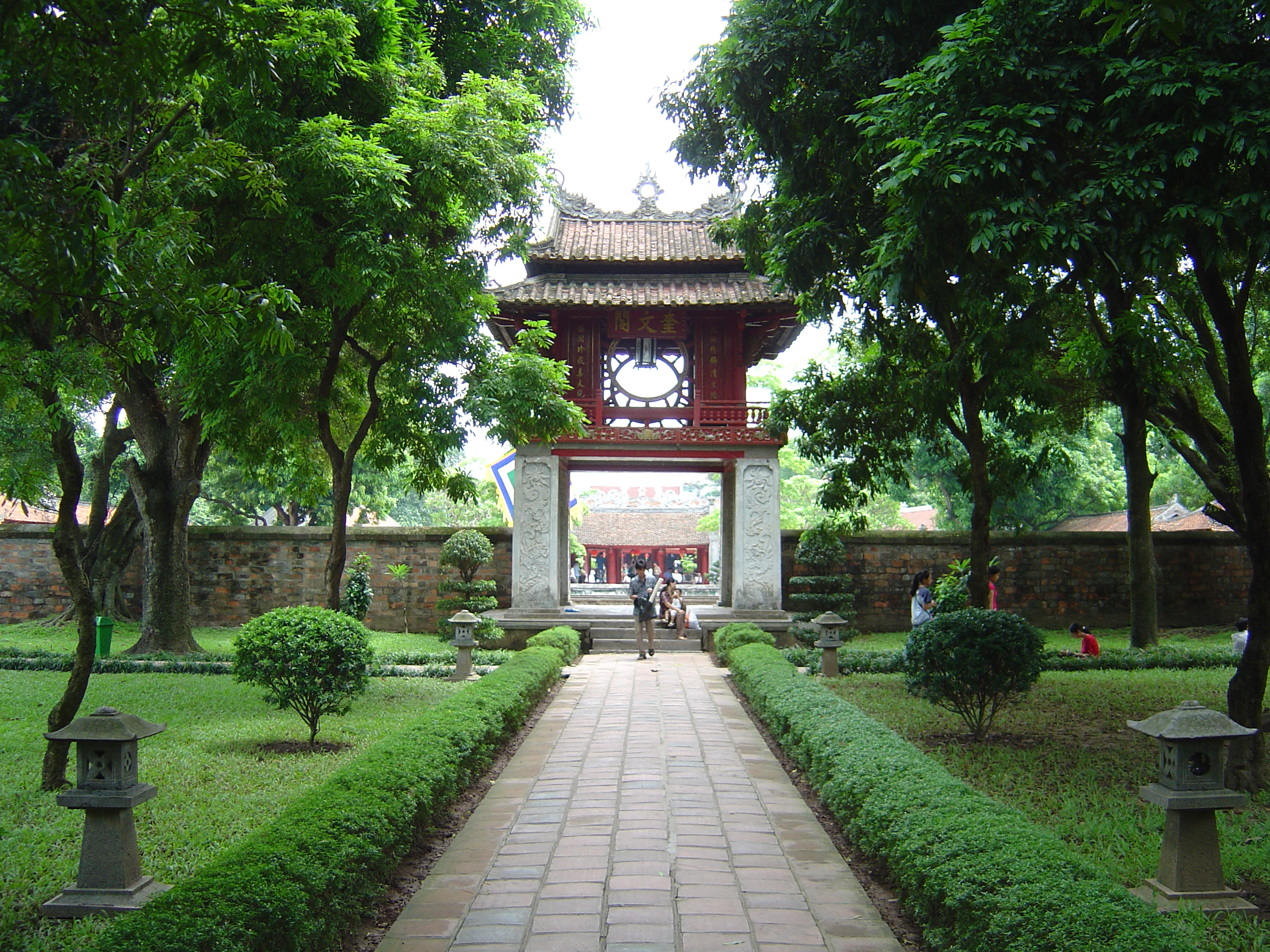
文廟
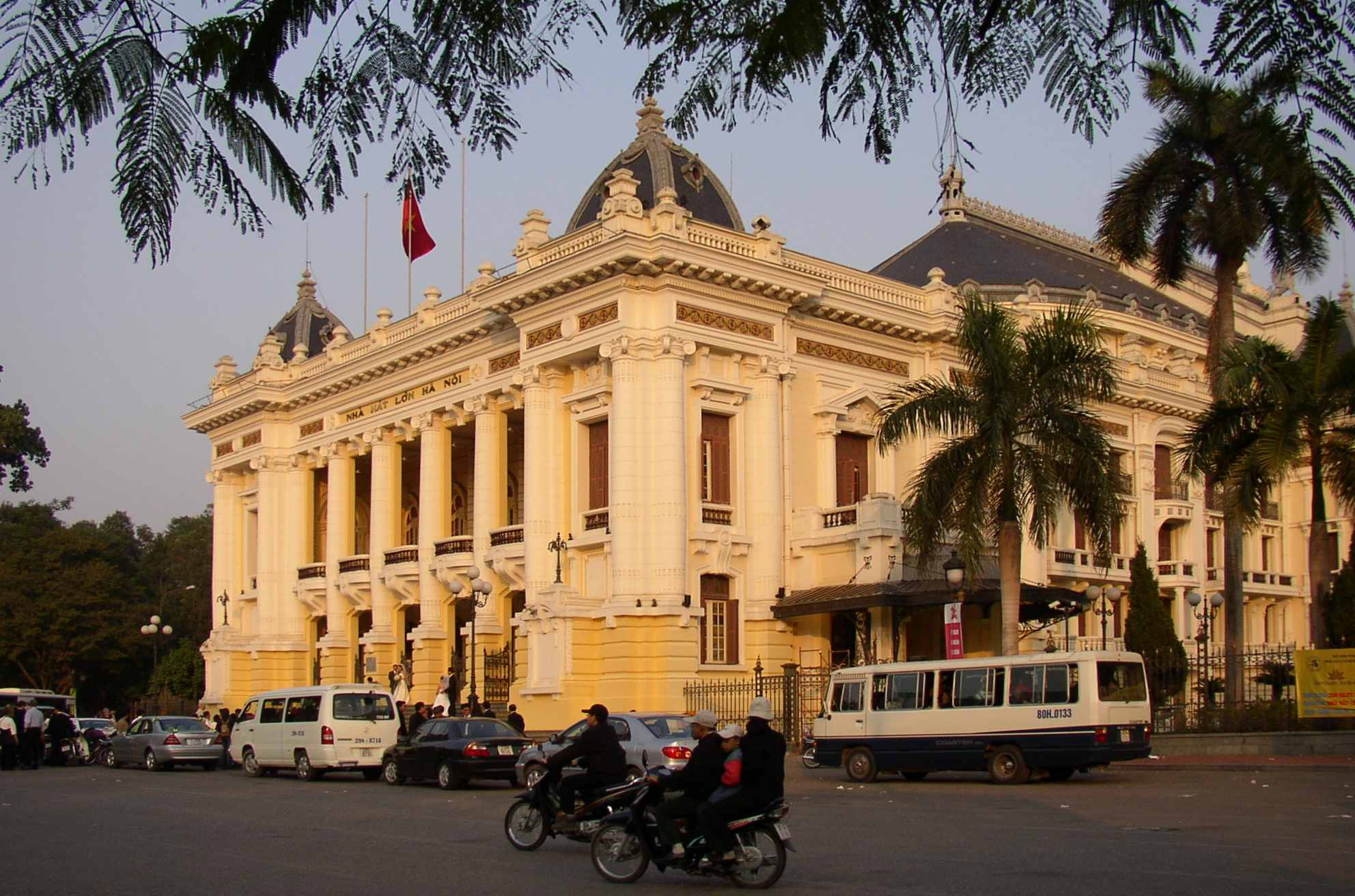
オペラハウス
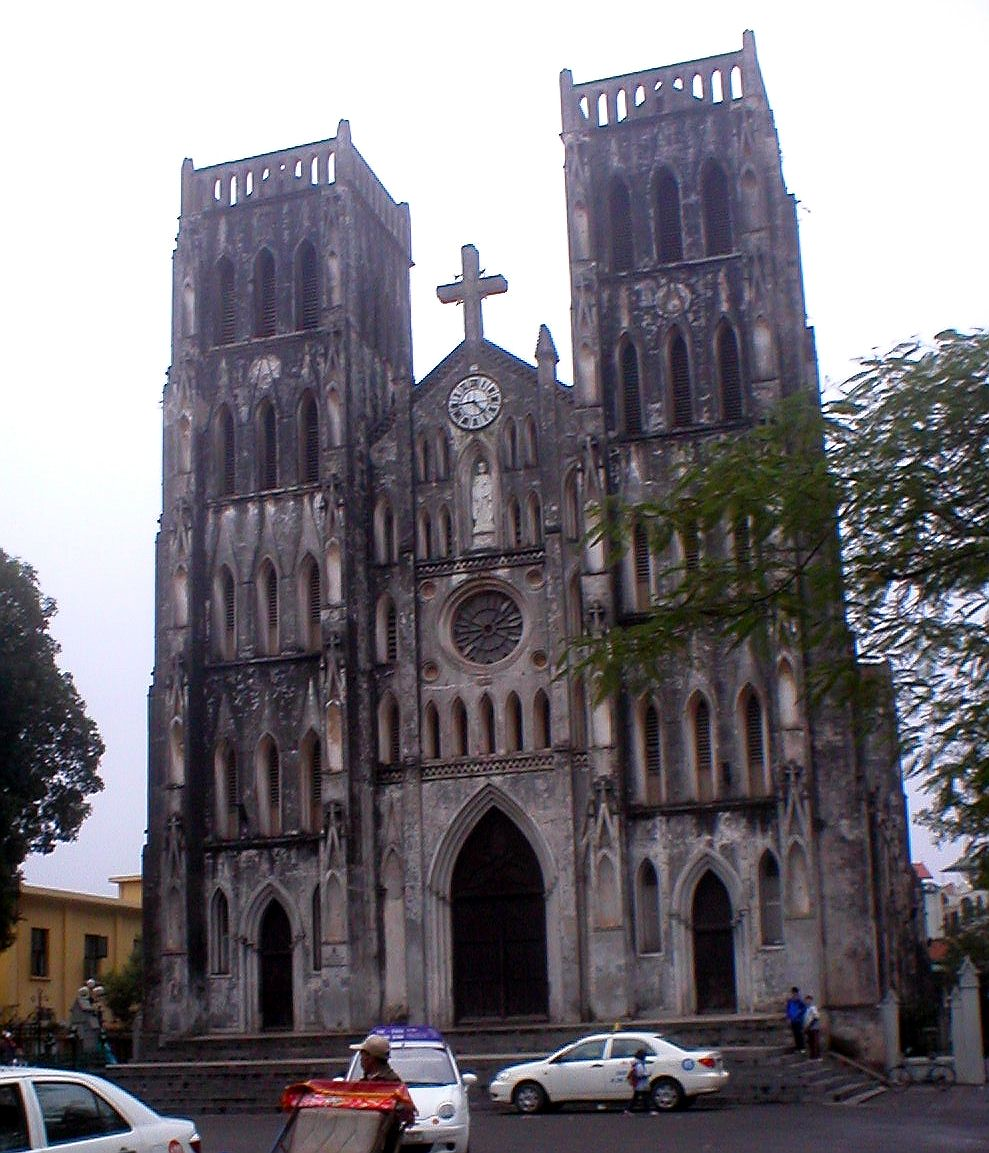
ハノイ大聖堂
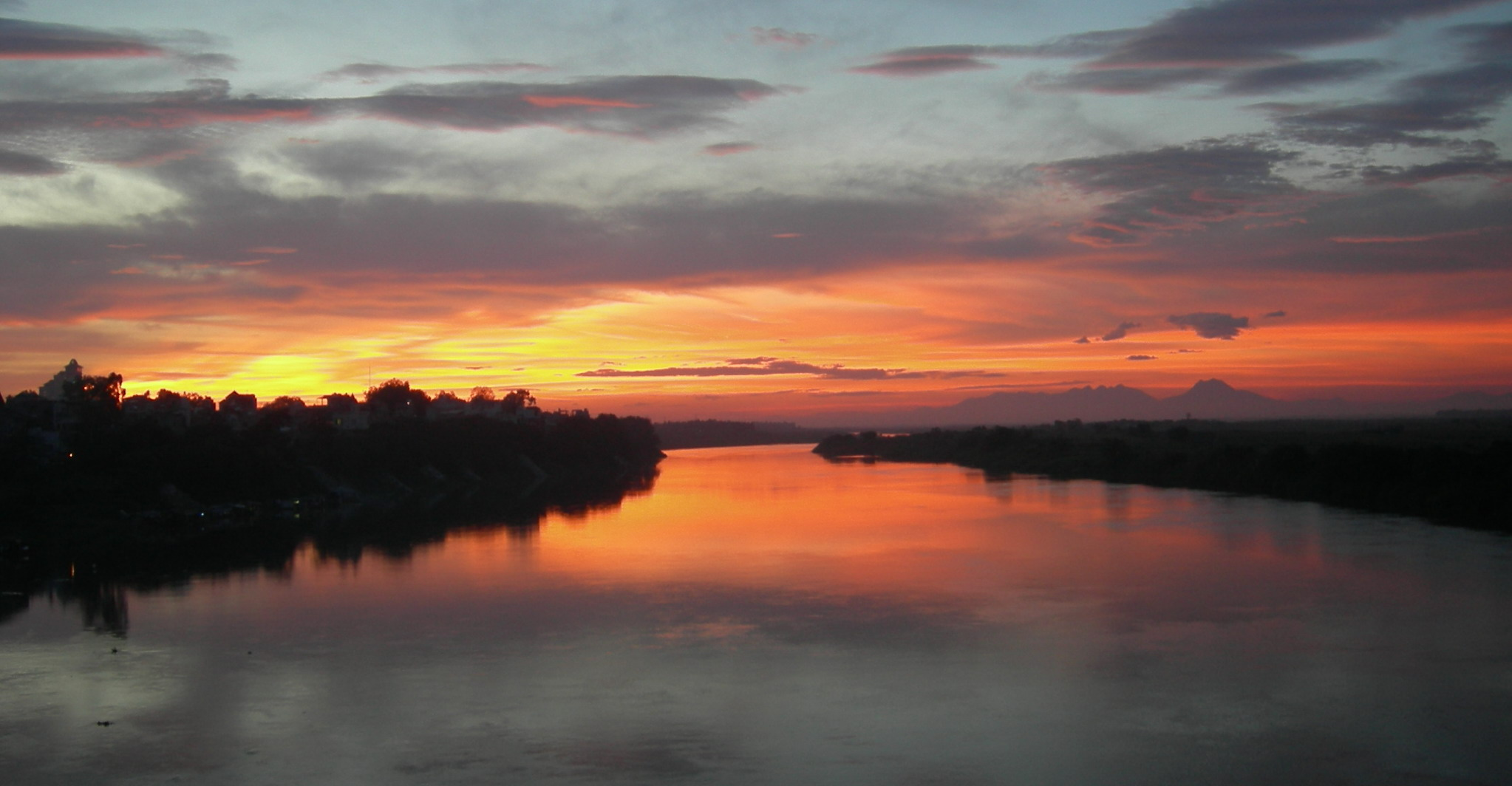
ロンビエン橋から眺める紅河の夕陽
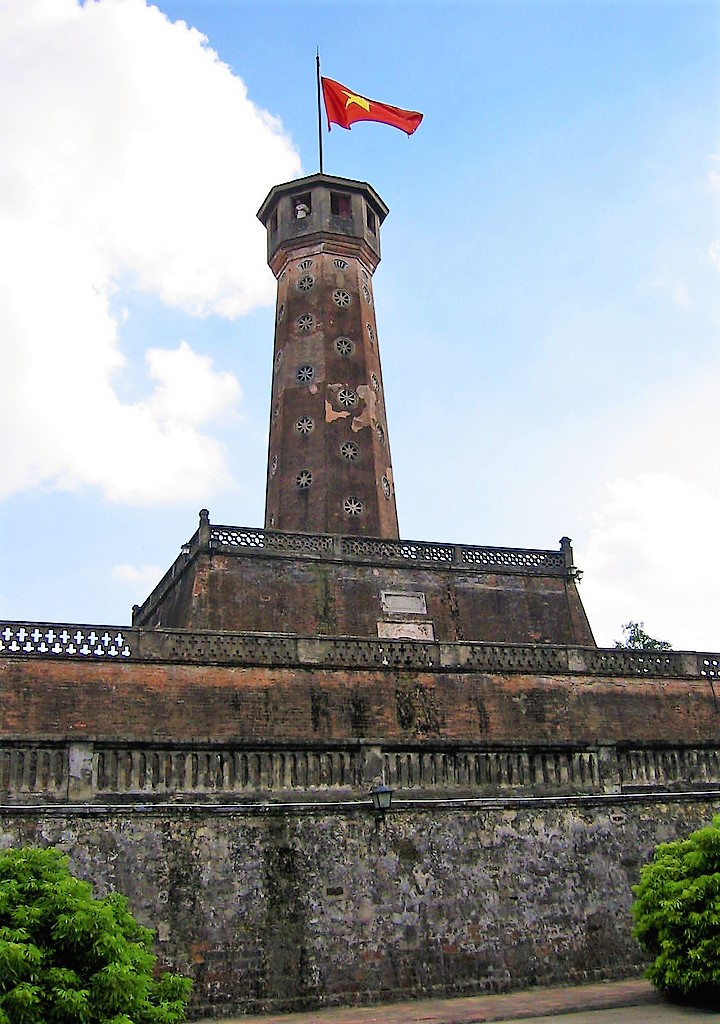
昇龍（タンロン）遺跡
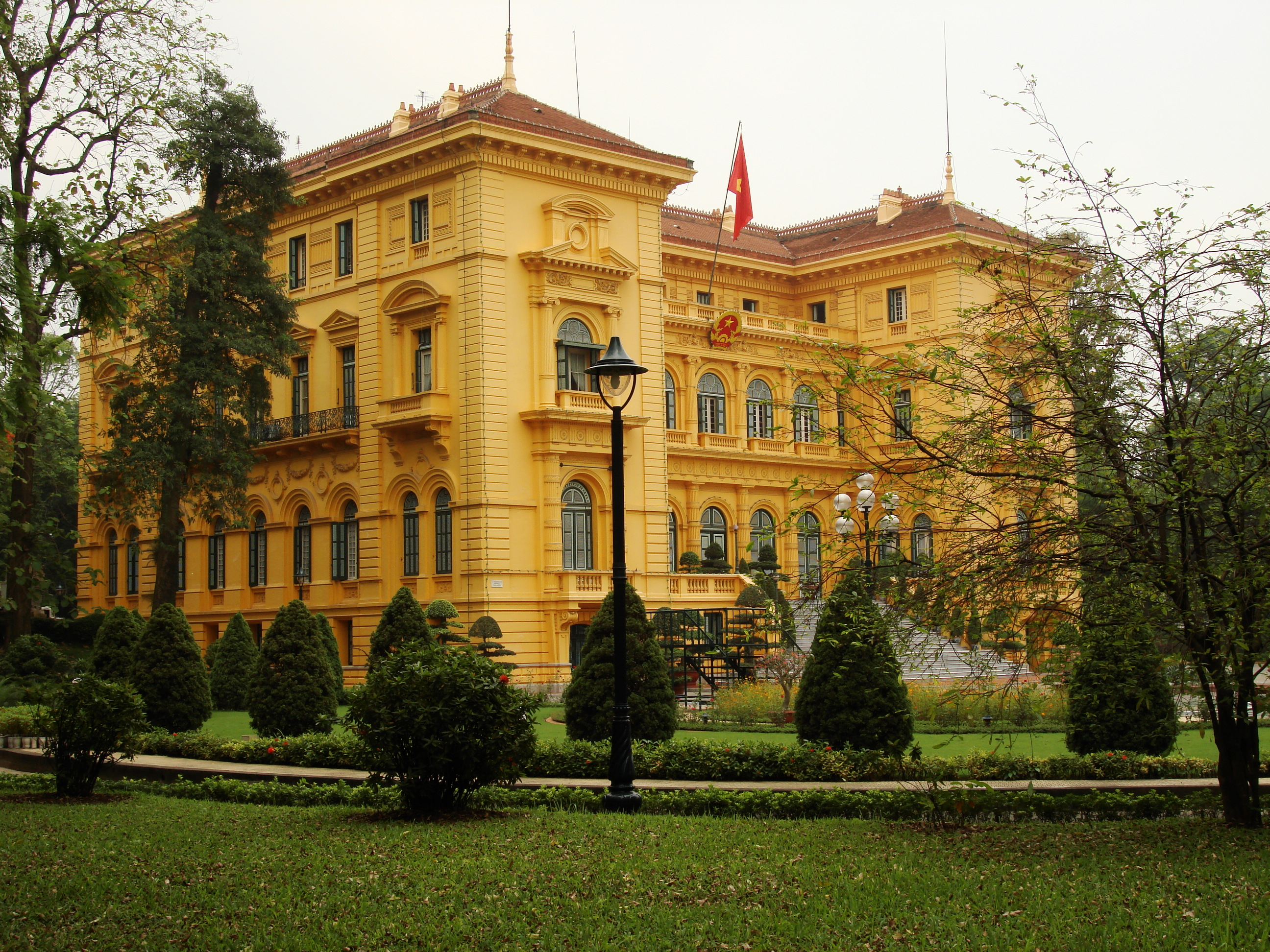
主席宮殿
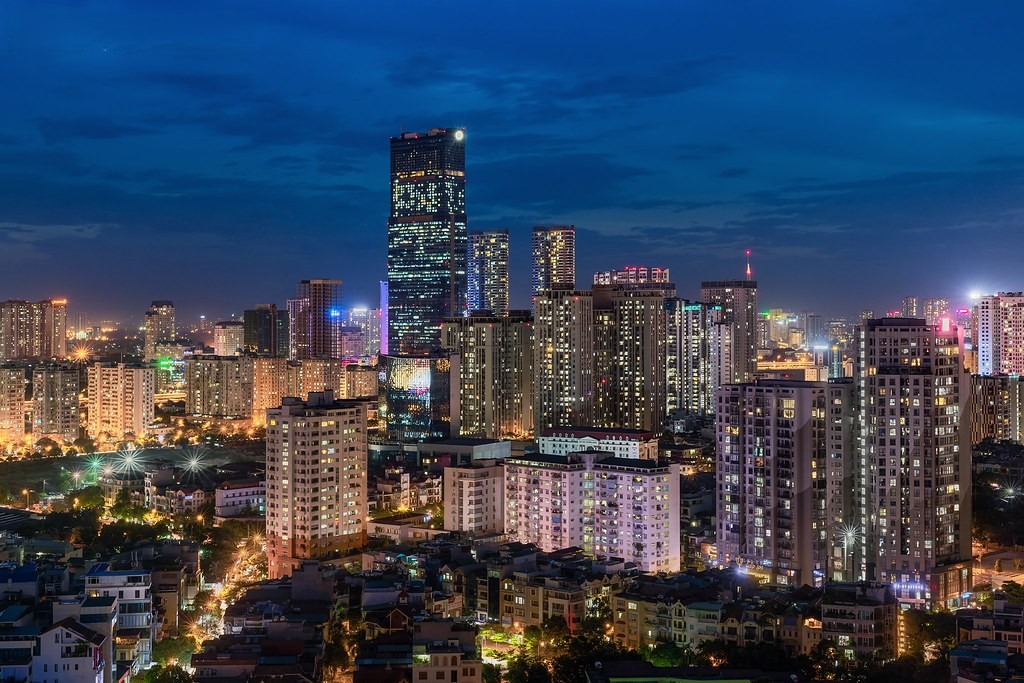
ハノイの街並み
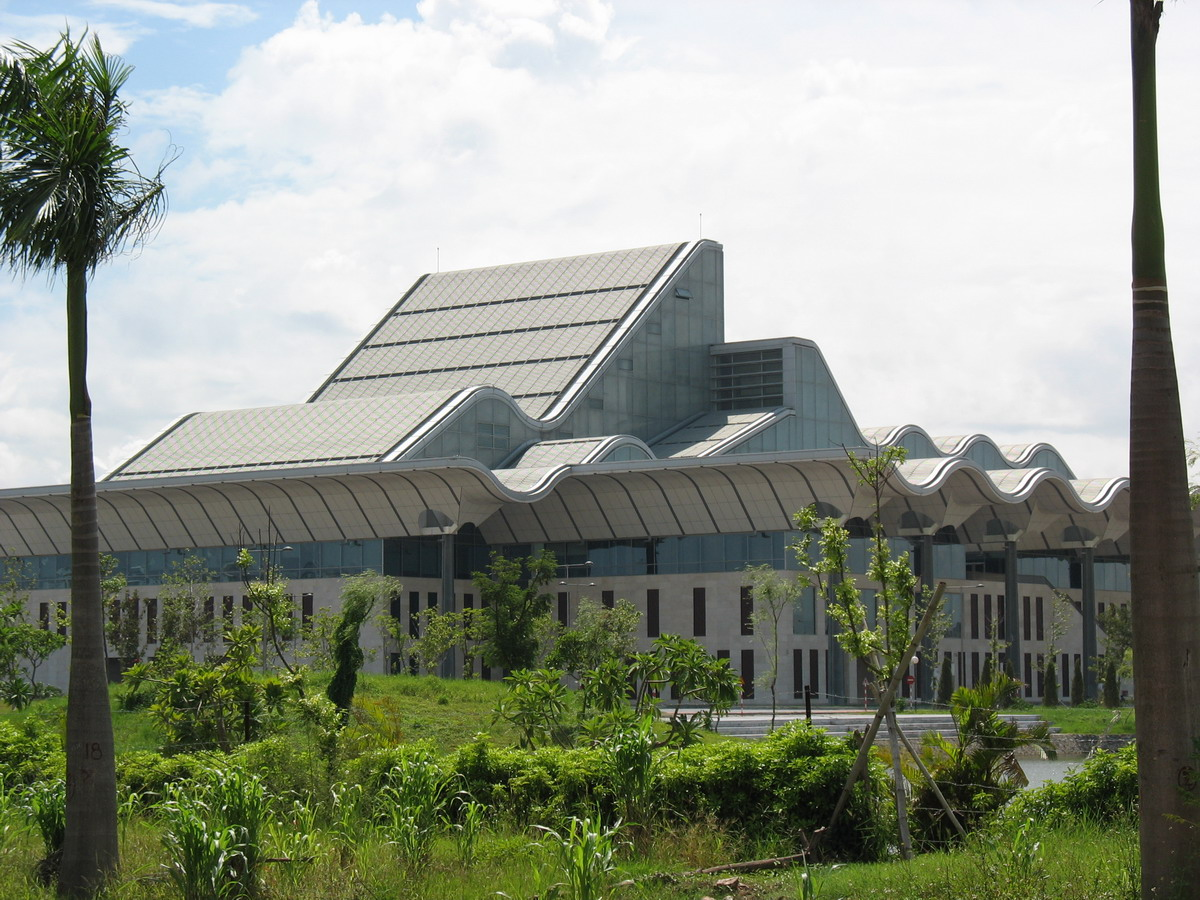
国立コンベンションセンター
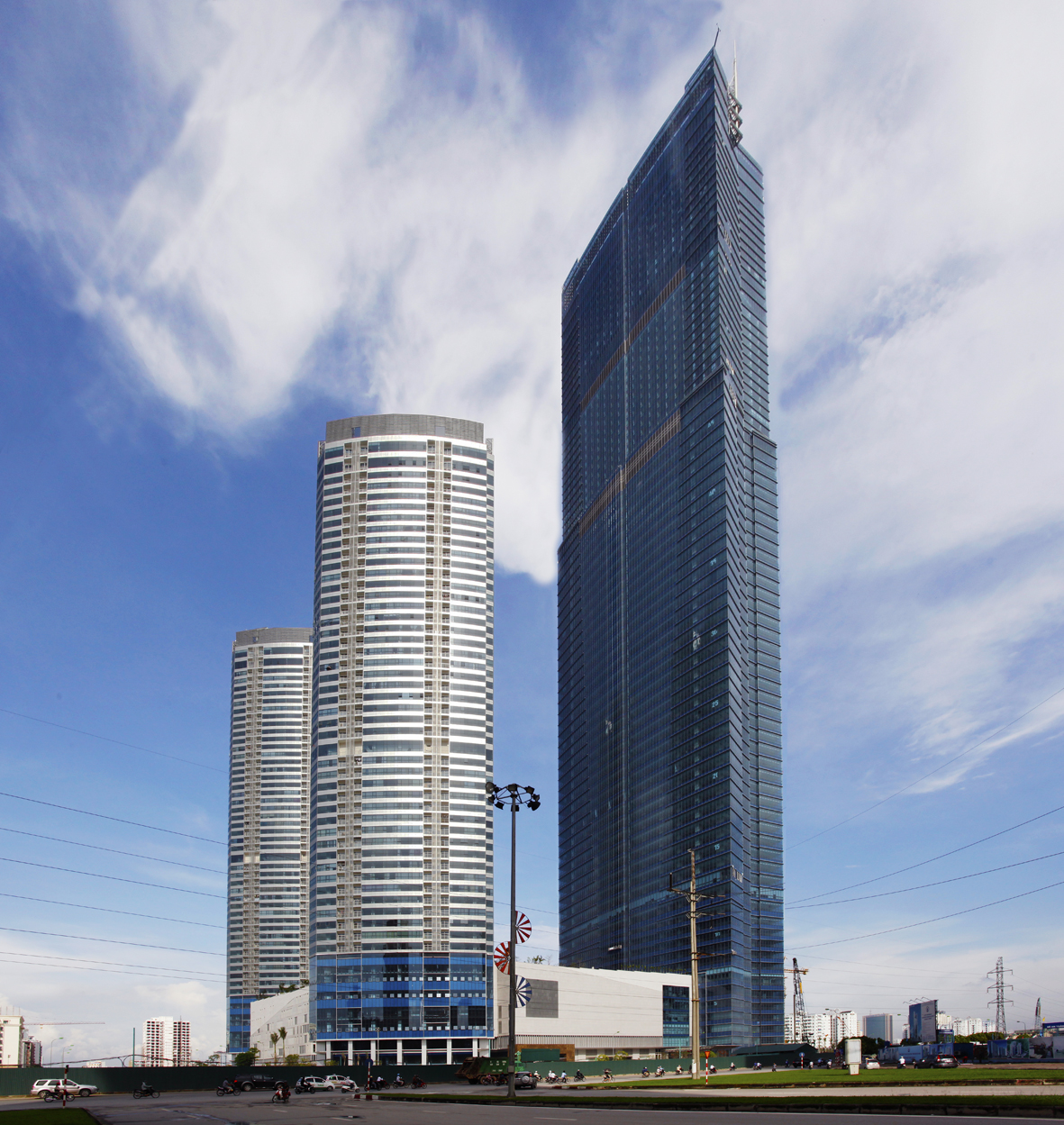
AONハノイランドマークタワー
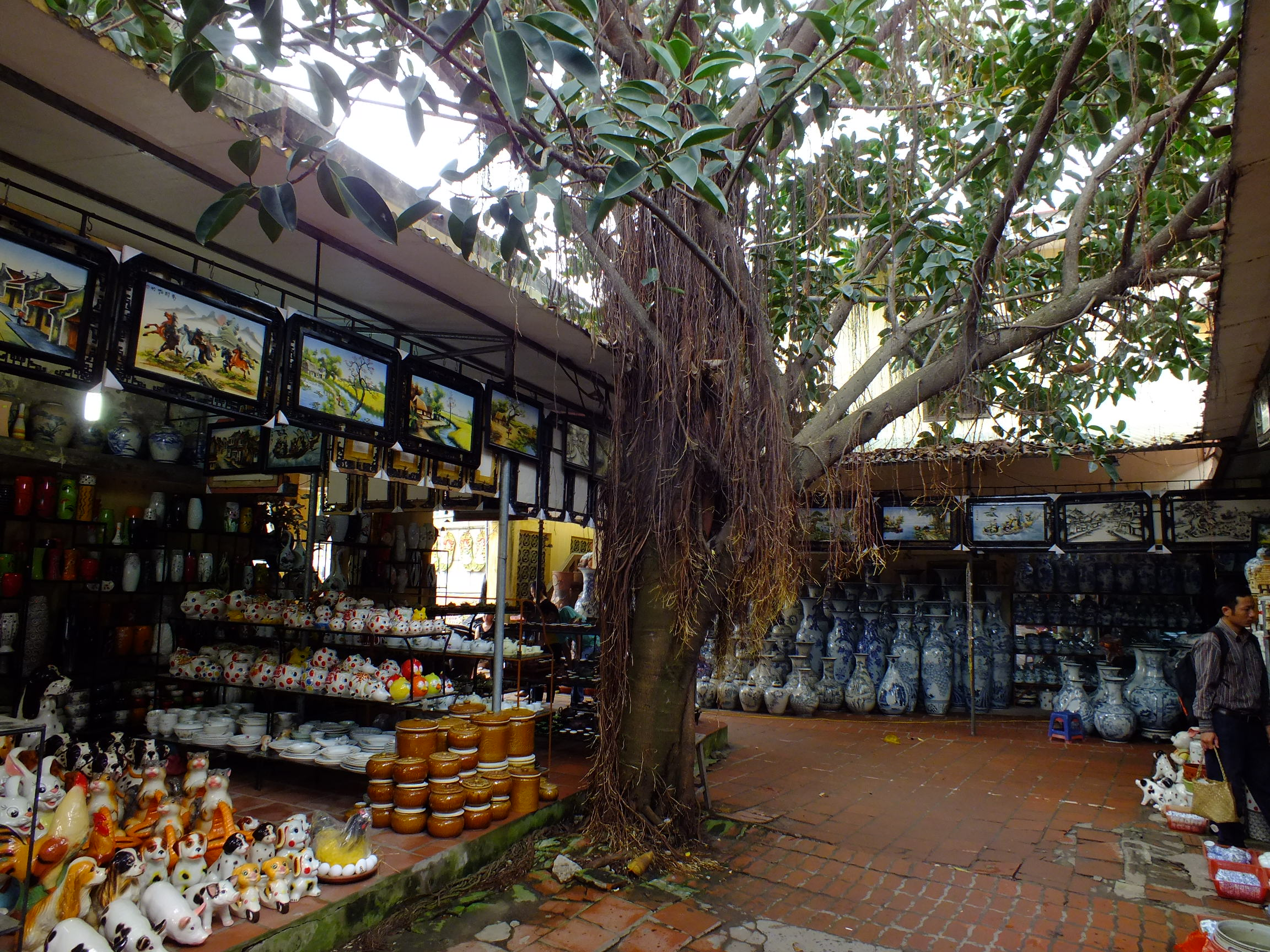
バッチャン村
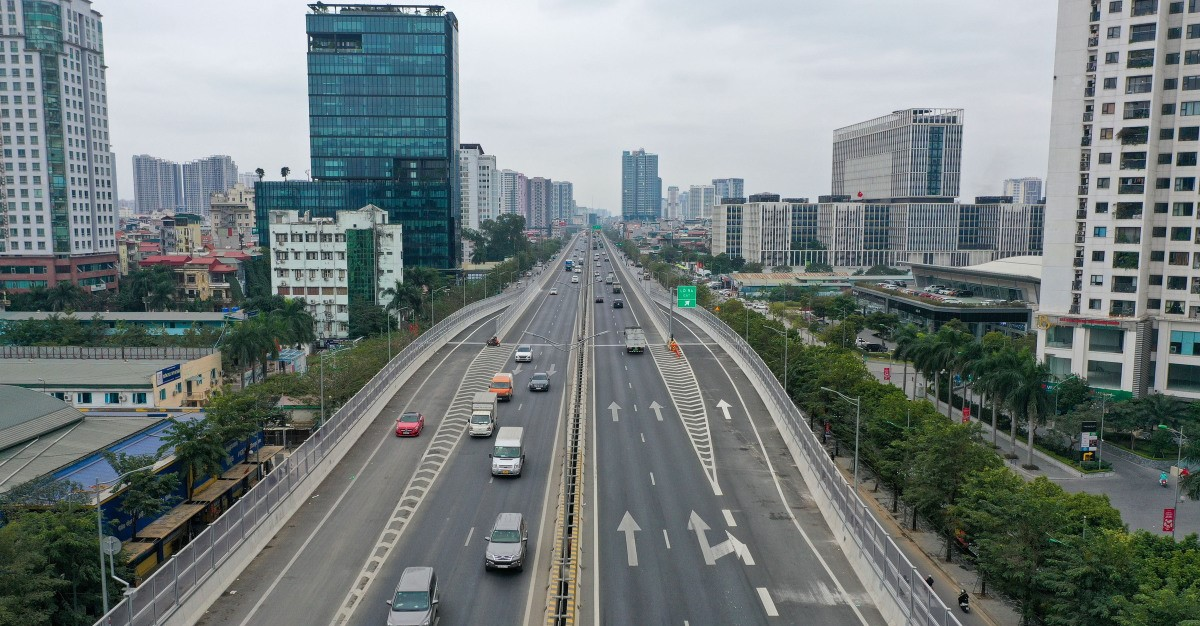
ハノイ第3循環高速道路

## スポーツ
- 2009年にアジア室内競技大会が開催された。2019年にはアジア競技大会が開催される予定であったが、2014年4月17日に、ベトナム政府が財政難により大会運営費を調達できないとして、大会開催を返上することが発表されている[12]。
- 2020年の「フォーミュラワン・ワールドGP」において、第3戦「ベトナムGP」としてハノイ市街地コースを造成したが、新型コロナウイルスの波及により中止となった。

## 出身人物
- グエン・バン・クエット (サッカー選手)
- グエン・フー・チョン (ベトナム共産党書記長、国家主席)
- グエン・ホアン・ナン (空手家)
- ゴ・バオ・チャウ (数学者)
- 櫻井よしこ (ジャーナリスト、評論家)
- ダン・タイ・ソン (ピアニスト)
- ドー・ムオイ (首相、ベトナム共産党書記長)
- ブイ・トン・フォン（英語版） (情報学者)
- ペレット・プラディエ（英語版） (女優)
- ホアン・タン・トラン（英語版） (チェスプレイヤー)
- ホン・ニュン (歌手)
- マイ・フォン・ティー（英語版） (女優)
- ベルナール・モワテシエ（英語版） (ヨットマン)
- アンリ・ラボリ（英語版） (生化学者)
- リュウ・ソン・ミン (小説家)

## 姉妹都市
- 北京（中華人民共和国、1994年10月6日締結）
- アンカラ（トルコ）
- ワルシャワ（ポーランド）
- 福岡県（日本）

## ハノイを舞台にした作品

### 映画
- 季節の中で (1999年の映画)（英語版）（1999年）
- 夏至（2000年）
- ベトナムの風に吹かれて（2015年）

### テレビ番組
- 水曜どうでしょう - 原付ベトナム縦断1800キロ（2002年）
- 大使閣下の料理人（2015年）

### 小説
- 愛と幻想のハノイ（ズオン・トゥー・フォン、1987年）